# Cypern i Eurovision Song Contest 2015
Cypern deltog i Eurovision Song Contest 2015 i Wien i Österrike.

## Uttagning
Landet valde sitt bidrag genom uttagningen Eurovision Song Project. Giannis Karagiannis vann med sin låt "One Thing I Should Have Done".

## Vid Eurovision
Cypern deltog i den andra semifinalen den 21 maj. Där hade de startnummer 15. De gick till final med 87 poäng och hamnade på sjätte plats. I finalen hade de startnummer 11. De fick 11 poäng och hamnade på tjugoandra plats.